# Psychomyiellodes dentatus
Psychomyiellodes dentatus är en nattsländeart som beskrevs av Douglas E. Kimmins 1957. Psychomyiellodes dentatus ingår i släktet Psychomyiellodes och familjen trattnattsländor. Inga underarter finns listade i Catalogue of Life.